# Banana Pi
Banana Pi — одноплатный двухъядерный мини-компьютер, построенный на базе микропроцессора Allwinner A20. Может работать под управлением операционных систем Android 4.2, Android 4.4, Lubuntu, Raspbian, Debian, Fedora, Arch Linux, Gentoo, openSUSE, Berryboot, FreeBSD, OpenWrt, Slackware, Tiny Core Linux.
Разработан компанией Lemaker (Китай) с целью содействия обучению группе естественнонаучных и технических дисциплин STEAM (англ. science, technology, engineering, arts and mathematics — наука, технологии, инженерное дело, искусства и математика) в общеобразовательных школах.

## Спецификация
|                       | Banana Pi |
| --------------------- | --- |
| SoC                   | Allwinner A20 |
| Процессор             | ARM Cortex-A7 dual core 1.0 ГГц, 128 KB L1 cache и 256 KB L2 cache                                                                                          |
| Графический процессор | ARM Mali400MP2 dual GPU core с поддержкой Open GL ES 2.0/1.1, HDMI 1080p@30fps или 720p@60fps                                                               |
| ОЗУ (SDRAM)           | 1GiB DDR3 DRAM |
| Питание               | 5 В через разъём микро-USB (OTG) или аналогичный разъём питания с возможностью использовании внешнего жесткого диска SATA 2,5" с потребляемым током до 2 А. |
| USB                   | 2× USB 2.0 , 1x USB OTG |
| Периферия             | Шина расширения на 26 пин, содержащая I²C, SPI, UART |
| Встроенная память     | Слот для карт SD (максимум 64 ГБ), порт SATA с отдельным разъёмом питания. Поддержка жёстких дисков до 4 ТБ                                                 |
| Сеть                  | Ethernet 10/100/1000 Гбит/с, разъём RJ-45 |
| Дисплей               | Allwinner A20 built-in, с поддержкой HDMI 1080p и CVBS |
| Видео                 | CedarX |
| Видео-камера          | Один разъем Camera Serial Interface |
| Звуковой выход        | Стереофонический выход с разъемом ⌀3.5 мм и HDMI |
| Звуковой вход         | Встроенный микрофон |
| Кнопки                | Питание, перезагрузке и U-boot |
| Прочее                | Встроенный ИК-порт |
| Размеры               | 92 × 60 мм |
| Вес                   | 48 г |

## Доступные операционные системы[3]
- Debian для Banana Pi (Linux kernel 3.4.105 & mainline; 2015-01-16)
- Raspbian для Banana Pi (Linux kernel 3.4.103; 2014-12-26)
- Scratch для Banana Pi (Boot to Scratch directly) (Linux kernel 3.4.90)
- Lubuntu для Banana Pi (Linux kernel 3.4.103; 2014-12-26)
- openSUSE для Banana Pi (openSUSE v1412; Linux kernel 3.4.103; 2014-12-26)
- ArchLinux для Banana Pi (Linux kernel 3.4.103; 2014-12-26)
- Bananian Linux (на базе Debian; Linux kernel 3.4.104+; 2015-01-11)
- Android 4.2.2 & 4.4 для Banana Pi (Linux kernel 3.4.39+)
- Fedora для Banana Pi (Linux kernel 3.4.103; 2014-12-26)
- Kali Linux для Banana Pi (Linux kernel 3.4.103; 2014-12-26)[4]

## Сравнение с Raspberry Pi
Banana Pi не имеет никакого отношения к Raspberry Pi, хотя очевидно их внешнее сходство
.
Журнал «Linux user & Developer» не считает Banana Pi прямым клоном, но отмечает значительное подобие
,
а linux.com считает Banana Pi клоном Raspberry Pi с улучшенными характеристиками
.
Системы немного отличаются компоновкой печатной платы и её размерами. Кроме того, не все аксессуары Banana Pi совместимы с Raspberry Pi.